# George Marshall (atleta)
George Marshall (Patras, Grecia 1877 – ?) fue un atleta británico que compitió en los Juegos Olímpicos de Atenas 1896
Marshall corrió en los 100 metros lisos, finalizando en la última posición de los corredores de su serie clasificatoria, y no pudo avanzar a la final.
También compitió en la carrera de los 800 metros lisos, finalizando nuevamente en la última posición de su serie clasificatoria.